# 2014 FIFAワールドカップ・ヨーロッパ予選グループD
このページは、2014 FIFAワールドカップ・ヨーロッパ予選のグループDの結果をまとめたものである。このグループは、オランダ、セルビア、ハンガリー、ルーマニア、エストニア、アンドラの6カ国からなる。
1位通過チームはそのまま2014 FIFAワールドカップ本大会出場が決まる。各グループ2位のチームのうち、成績上位の8チームを2チームずつ4組に分け、ホーム・アンド・アウェー方式で対戦を行う。各勝者が本大会出場権を得る。
なお、グループリーグ各組2位のチームの成績を比較する際、6チームが属するグループのチームについては、チーム数を合わせて比較するため、当該グループの最下位チームとの対戦戦績を除外する。

## 順位表
| チーム     | 勝点 | 試合 | 勝利 | 引分 | 敗戦 | 得点 | 失点 | 点差 |
| ---------- | ---- | ---- | ---- | ---- | ---- | ---- | ---- | ---- |
| オランダ   | 28   | 10   | 9    | 1    | 0    | 34   | 5    | +29  |
| ルーマニア | 19   | 10   | 6    | 1    | 3    | 19   | 12   | +7   |
| ハンガリー | 17   | 10   | 5    | 2    | 3    | 21   | 20   | +1   |
| トルコ     | 16   | 10   | 5    | 1    | 4    | 16   | 9    | +7   |
| エストニア | 7    | 10   | 2    | 1    | 7    | 6    | 20   | -14  |
| アンドラ   | 0    | 10   | 0    | 0    | 10   | 0    | 30   | -30  |

| チーム  | チーム     | AWAY         | AWAY           | AWAY           | AWAY       | AWAY           | AWAY         |
| チーム  | チーム     | オランダの旗 | ルーマニアの旗 | ハンガリーの旗 | トルコの旗 | エストニアの旗 | アンドラの旗 |
| ------- | ---------- | ------------ | -------------- | -------------- | ---------- | -------------- | ------------ |
| H O M E | オランダ   | X            | 4-0            | 8-1            | 2-0        | 3-0            | 3-0          |
| H O M E | ルーマニア | 1-4          | X              | 3-0            | 0-2        | 2-0            | 4-0          |
| H O M E | ハンガリー | 1-4          | 2-2            | X              | 3-1        | 5-1            | 2-0          |
| H O M E | トルコ     | 0-2          | 0-1            | 1-1            | X          | 3-0            | 5-0          |
| H O M E | エストニア | 2-2          | 0-2            | 0-1            | 0-2        | X              | 2-0          |
| H O M E | アンドラ   | 0-2          | 0-4            | 0-5            | 0-2        | 0-1            | X            |

## 競技日程と結果
競技日程は、2011年10月24日にオランダ・アムステルダムでミーティングが行われた。しかしながら日程調整が出来なかったため、国際サッカー連盟は2011年12月16日までに決定するよう命じ、12月21日に正式日程が発表された。
| 2012年9月7日 21:00 (UTC+3) |

| エストニア | 0 - 2    | ルーマニア                  |
|            | レポート | トルジェ 55分 · マリカ 75分 |

| ア・ル・コック・アレーナ（タリン） 観客数: 7,936人 主審: ミロラド・マジッチ |

| 2012年9月7日 20:30 (UTC+2) |

| アンドラ | 0 - 5    | ハンガリー                                                                       |
|          | レポート | ユハース 12分 · ゲラ 32分 (pen.) · サライ 54分 · プリシュキン 68分 · コマン 82分 |

| エスタディ・コムナル・ダンドラ・ラ・ベリャ（アンドラ・ラ・ベリャ） 観客数: 815人 主審: エミル・アレコヴィッチ |

| 2012年9月7日 20:30 (UTC+2) |

| オランダ                                | 2 - 0    | トルコ |
| ファン・ペルシー 15分 · ナルシン 90+2分 | レポート |        |

| アムステルダム・アレナ（アムステルダム） 観客数: 49,500人 主審: カルロス・ベラスコ・カルバジョ |

| 2012年9月11日 20:30 (UTC+3) |

| ルーマニア                                                    | 4 - 0    | アンドラ |
| トルジェ 29分 · ラザル 44分 · ガマン 90+1分 · マキシム 90+3分 | レポート |          |

| スタディオヌル・ナツィオナル（ブカレスト） 観客数: 24,630人 主審: パヴル・ラドヴァノヴィッチ |

| 2012年9月11日 21:00 (UTC+3) |

| トルコ                                      | 3 - 0    | エストニア |
| エムレ 44分 · ブルト 60分 · セルチュク 75分 | レポート |            |

| シュクリュ・サラジオウル・スタジアム（イスタンブール） 観客数: 44,168人 主審: マルチン・ボルスキー |

| 2012年9月11日 20:30 (UTC+2) |

| ハンガリー              | 1 - 4    | オランダ                                                           |
| ジュジャーク 6分 (pen.) | レポート | レンス 2分, 52分 · マルティンス・インディ 18分 · フンテラール 73分 |

| プシュカーシュ・フェレンツ・シュタディオン（ブダペスト） 観客数: 22,700人 主審: ペドロ・プロエンサ |

| 2012年10月12日 20:30 (UTC+3) |

| トルコ | 0 - 1    | ルーマニア      |
|        | レポート | グロザフ 45+1分 |

| シュクリュ・サラジオウル・スタジアム（イスタンブール） 観客数: 46,203人 主審: ハワード・ウェブ |

| 2012年10月12日 21:30 (UTC+3) |

| エストニア | 0 - 1    | ハンガリー    |
|            | レポート | ハイナル 47分 |

| ア・ル・コック・アレーナ（タリン） 観客数: 5,661人 主審: リラン・リアニー |

| 2012年10月12日 20:30 (UTC+2) |

| オランダ                                                           | 3 - 0    | アンドラ |
| ファン・デル・ファールト 6分 · フンテラール 14分 · スハーケン 49分 | レポート |          |

| デ・クイプ（ロッテルダム） 観客数: 43,000人 主審: アレクセイ・クルバコフ |

| 2012年10月16日 19:00 (UTC+2) |

| アンドラ | 0 - 1    | エストニア  |
|          | レポート | オペル 57分 |

| エスタディ・コムナル・ダンドラ・ラ・ベリャ（アンドラ・ラ・ベリャ） 観客数: 723人 主審: ディミタル・メカロフスキー |

| 2012年10月16日 21:00 (UTC+3) |

| ルーマニア  | 1 - 4    | オランダ                                                                                                  |
| マリカ 40分 | レポート | レンス 9分 · マルティンス・インディ 29分 · ファン・デル・ファールト 45+1分 (pen.) · ファン・ペルシー 86分 |

| スタディオヌル・ナツィオナル（ブカレスト） 観客数: 53,329人 主審: クレイグ・トムソン |

| 2012年10月16日 20:30 (UTC+2) |

| ハンガリー                                   | 3 - 1    | トルコ            |
| コマン 31分 · サライ 50分 · ゲラ 57分 (pen.) | レポート | エルディンチ 22分 |

| プシュカーシュ・フェレンツ・シュタディオン（ブダペスト） 観客数: 21,563人 主審: ダニエレ・オルサート |

| 2013年3月22日 19:15 (UTC+1) |

| アンドラ | 0 - 2    | トルコ                            |
|          | レポート | セルチュク 30分 · ユルマズ 45+2分 |

| エスタディ・コムナル・ダンドラ・ラ・ベリャ（アンドラ・ラ・ベリャ） 観客数: 910人 主審: ネリウス・ドゥナウスカス |

| 2013年3月22日 20:30 (UTC+1) |

| ハンガリー                                     | 2 - 2    | ルーマニア                           |
| ヴァンチャーク 16分 · ジュジャーク 71分 (pen.) | レポート | ムトゥ 68分 (pen.) · キプチュ 90+2分 |

| プシュカーシュ・フェレンツ・シュタディオン（ブダペスト） 観客数: 0人 主審: ヴォルフガング・シュタルク |

| 2013年3月22日 20:30 (UTC+1) |

| オランダ                                                                | 3 - 0    | エストニア |
| ファン・デル・ファールト 46分 · ファン・ペルシー 71分 · スハーケン 83分 | レポート |            |

| アムステルダム・アレナ（アムステルダム） 観客数: 48,675人 主審: ヴィタリー・メシュコフ |

| 2013年3月26日 19:00 (UTC+2) |

| エストニア                        | 2 - 0    | アンドラ |
| アニエル 45+1分 · リンドペレ 61分 | レポート |          |

| ア・ル・コック・アレーナ（タリン） 観客数: 5,237人 主審: ヤン・ヴァラシェク |

| 2013年3月26日 20:30 (UTC+2) |

| トルコ        | 1 - 1    | ハンガリー |
| ユルマズ 63分 | レポート | ベデ 71分  |

| シュクリュ・サラジオウル・スタジアム（イスタンブール） 観客数: 37,904人 主審: ミロラド・マジッチ |

| 2013年3月26日 20:30 (UTC+1) |

| オランダ                                                                         | 4 - 0    | ルーマニア |
| ファン・デル・ファールト 12分 · ファン・ペルシー 56分, 65分 (pen.) · レンス 90分 | レポート |            |

| アムステルダム・アレナ（アムステルダム） 観客数: 47,496人 主審: マーク・クラッテンバーグ |

| 2013年9月6日 21:00 (UTC+3) |

| ルーマニア                                   | 3 - 0    | ハンガリー |
| マリカ 2分 · ピンティリイ 31分 · タナセ 88分 | レポート |            |

| スタディオヌル・ナツィオナル（ブカレスト） 観客数: 41,405人 主審: アルベルト・ウンディアーノ |

| 2013年9月6日 21:00 (UTC+3) |

| トルコ                                                    | 5 - 0    | アンドラ |
| ブルト 35分, 39分, 68分 · ユルマズ 64分 · トゥラン 90+3分 | レポート |          |

| カディル・ハシュ・スタジアム（カイセリ） 観客数: 21,923人 主審: スヴェン・ビンデルス |

| 2013年9月6日 21:30 (UTC+3) |

| エストニア              | 2 - 2    | オランダ                                      |
| ヴァシリエフ 18分, 56分 | レポート | ロッベン 2分 · ファン・ペルシー 90+4分 (pen.) |

| ア・ル・コック・アレーナ（タリン） 観客数: 10,210人 主審: セルギー・ボイコ |

| 2013年9月10日 21:00 (UTC+3) |

| ルーマニア | 0 - 2    | トルコ                              |
|            | レポート | ユルマズ 22分 · エルディンチ 90+5分 |

| スタディオヌル・ナツィオナル（ブカレスト） 観客数: 44,537人 主審: スヴェイン・オッドヴァル・モエン |

| 2013年9月10日 20:30 (UTC+2) |

| アンドラ | 0 - 2    | オランダ                    |
|          | レポート | ファン・ペルシー 49分, 53分 |

| エスタディ・コムナル・ダンドラ・ラ・ベリャ（アンドラ・ラ・ベリャ） 観客数: 1,100人 主審: アンテ・ヴチェミロヴィッチ＝シムノヴィッチ |

| 2013年9月10日 20:30 (UTC+2) |

| ハンガリー                                                                             | 5 - 1    | エストニア  |
| クラヴァン 11分 (o.g.) · ハイナル 21分 · ベデ 41分 · ネーメト 69分 · ジュジャーク 85分 | レポート | キンク 48分 |

| プシュカーシュ・フェレンツ・シュタディオン（ブダペスト） 観客数: 7,741人 主審: アレクセイ・クルバコフ |

| 2013年10月11日 20:30 (UTC+2) |

| アンドラ | 0 - 4    | ルーマニア                                                       |
|          | レポート | ケセル 41分 · スタンク 53分 · トルジェ 62分 (pen.) · ラザル 85分 |

| エスタディ・コムナル・ダンドラ・ラ・ベリャ（アンドラ・ラ・ベリャ） 観客数: 1,100人 主審: シュテファン・クロスナー |

| 2013年10月11日 21:30 (UTC+3) |

| エストニア | 0 - 2    | トルコ                      |
|            | レポート | ブルト 22分 · ユルマズ 47分 |

| ア・ル・コック・アレーナ（タリン） 観客数: 8,572人 主審: ニコラ・リッツォーリ |

| 2013年10月11日 20:30 (UTC+2) |

| オランダ | 8 - 1    | ハンガリー               |
| ファン・ペルシー 16分, 44分, 52分 · ストロートマン 25分 · レンス 38分 · デヴェチェリ 64分 (o.g.) · ファン・デル・ファールト 85分 · ロッベン 89分 | レポート | ジュジャーク 47分 (pen.) |

| アムステルダム・アレナ（アムステルダム） 観客数: 52,027人 主審: マーティン・アトキンソン |

| 2013年10月15日 20:00 (UTC+2) |

| ハンガリー                         | 2 - 0    | アンドラ |
| ニコリッチ 52分 · リマ 77分 (o.g.) | レポート |          |

| プシュカーシュ・フェレンツ・シュタディオン（ブダペスト） 観客数: 5,200人 主審: ダニエル・ステファンスキ |

| 2013年10月15日 21:00 (UTC+3) |

| ルーマニア               | 2 - 0    | エストニア |
| マリカ 31分 (pen.), 81分 | レポート |            |

| スタディオヌル・ナツィオナル（ブカレスト） 観客数: 18,852人 主審: マリヨ・ストラホニャ |

| 2013年10月15日 21:00 (UTC+3) |

| トルコ | 0 - 2    | オランダ                       |
|        | レポート | ロッベン 7分 · スナイデル 46分 |

| シュクリュ・サラジオウル・スタジアム（イスタンブール） 観客数: 41,814人 主審: オレガリオ・ベンケレンサ |